# SN 2003bd
SN 2003bd – supernowa odkryta 21 lutego 2003 roku w galaktyce A123725+6213. W momencie odkrycia miała maksymalną jasność 23,20m.